# Korpus (Schriftmaß)
Non Plus Ultra (2 Punkt)
Microscopique (2,5 Punkt)
Brilliant (3 Punkt)
Diamant (4 Punkt)
Perl (5 Punkt)
Nonpareille (6 Punkt)
Insertio (6,5 Punkt)
Kolonel (7 Punkt)
Petit (8 Punkt)
Borgis (9 Punkt)
Korpus (10 Punkt)
Rheinländer (11 Punkt)
Cicero (12 Punkt)
Mittel (14 Punkt)
Tertia (16 Punkt)
Paragon (18 Punkt)
Text (20 Punkt)
Kanon (36 Punkt)
Konkordanz (48 Punkt)
Sabon (60 Punkt)
Die Korpus, älter Corpus, im Süddeutschen, Österreich und der Schweiz Garmond, ist ein Schriftgrad im Bleisatz mit einer Kegelhöhe von zehn Didot-Punkten, das entspricht 3,76 mm. Die Entsprechung in zehn DTP-Punkten misst 3,528 mm.
Der Name Korpus oder Corpus stammt daher, dass mit ihr das Corpus Juris zum ersten Mal gedruckt worden sein soll. Wann und wo, ist nicht geklärt. In den südlicheren deutschsprachigen Gebieten wurde mit der Benennung Garmond eine Ehrung des französischen Stempelschneiders Claude Garamond verbunden. Er schnitt in der ersten Hälfte des 16. Jahrhunderts Schriften für den Drucker und Verleger Robert Estienne.
Schriftmaße haben in vielen europäischen Ländern andere Namen oder gleiche Namen bezeichnen unterschiedliche Kegelhöhen. Schriften dieser Größe heißen in Frankreich Philosophie, in Holland Dessendiaan, in England Long Primer, in Spanien Entredós oder Filisofia und in Italien Garamona.